# Alan Rollinson
Alan Rollinson (Walsall, Staffordshire, 15 de mayo de 1943-Kidderminster, Worcestershire, 2 de junio de 2019) fue un piloto de automovilismo británico. Debutó en el Campeonato del Mundo de Fórmula 1, en el Gran Premio de Gran Bretaña de 1965, con un Cooper T73 propiedad de Bob Gerard, pero no logró clasificarse. Compitió con más éxito en otros campeonatos de monoplazas.

## Biografía
El padre de Alan quería que él lo siguiera en su empresa de construcción, Alan estaba decidido a seguir una carrera como piloto de carreras. En 1962 con la ayuda financiera de su padre, Alan se inscribió al equipo de Motor Racing Stables y adquirió una oportunidad de competir en la Fórmula Junior con un Cooper T59. Él era un favorito inmediatamente en las carreras nacionales, pero tuvo que esperar hasta la primera carrera de la temporada de 1963 para su primera victoria, que llegó en Oulton Park en la primera carrera del año en la que la oposición incluía al futuro Gran Tren Robber Roy James, quien tenía primera carrera de automóviles. Le siguió un cuarto puesto en Goodwood antes de mostrarse bien en su primer encuentro con los equipos de trabajo en la reunión de la Copa de Primavera de Oulton Park. Pero la financiación familiar fue insuficiente para mantener la temporada y Alan permaneció al margen durante el resto del año.
Frank Lythgoe y Bob Gerard que acudieron en su ayuda; «Farmer Frank» al adquirir un Brabham BT16 de Fórmula 2 para las temporadas de 1965 y 1966 y 'Mr. Bob' que ingresó a Alan en una carrera de Fórmula 1 con el Bob Gerard Racing. Con un Cooper T73 trató de correr el Gran Premio de Gran Bretaña de 1965. El monoplaza tenía un motor de cuatro cilindros en línea de Ford, mientras que la mayoría tenía motores V8, quedó a 8 segundos de la pole y no largó la carrera.
En 1967 se le otorgó el Premio Grovewood, sobre Jackie Oliver y Brian Redman, y se retiró de la competición en 1984. A pesar de todo el éxito que disfrutó en otras categorías de monoplazas, como Fórmula 2 Europea o Tasman Series, durante los próximos años, y probar con Lotus y Surtees, nunca volvió a participar de un Gran Premio del campeonato mundial.
Murió de cáncer el 5 de mayo de 2019, a los 76 años.

## Resultados

### Fórmula 1
(Clave) (negrita indica pole position) (cursiva indica vuelta rápida)

| Año     | Escudería         | 1   | 2   | 3   | 4   | 5       | 6   | 7   | 8   | 9   | 10  | Pos. | Puntos |
| ------- | ----------------- | --- | --- | --- | --- | ------- | --- | --- | --- | --- | --- | ---- | ------ |
| 1965    | Bob Gerard Racing | RSA | MON | BEL | FRA | GBR DNS | NED | GER | ITA | USA | MEX | NC   | 0      |
| Fuente: |                   |     |     |     |     |         |     |     |     |     |     |      |        |